# Forcipomyia floridensis
Forcipomyia floridensis är en tvåvingeart som beskrevs av Dow och Wirth 1972. Forcipomyia floridensis ingår i släktet Forcipomyia och familjen svidknott.
Artens utbredningsområde är Florida. Inga underarter finns listade i Catalogue of Life.